# Abri Villepin
Koordinaten: 44° 58′ 5″ N, 1° 1′ 47″ O
Der Abri Villepin ist eine jungpaläolithische Fundstätte im Gebiet der französischen Gemeinde Tursac im Département Dordogne. Sie enthält Funde aus dem Magdalénien und dem Azilien.

## Geographie

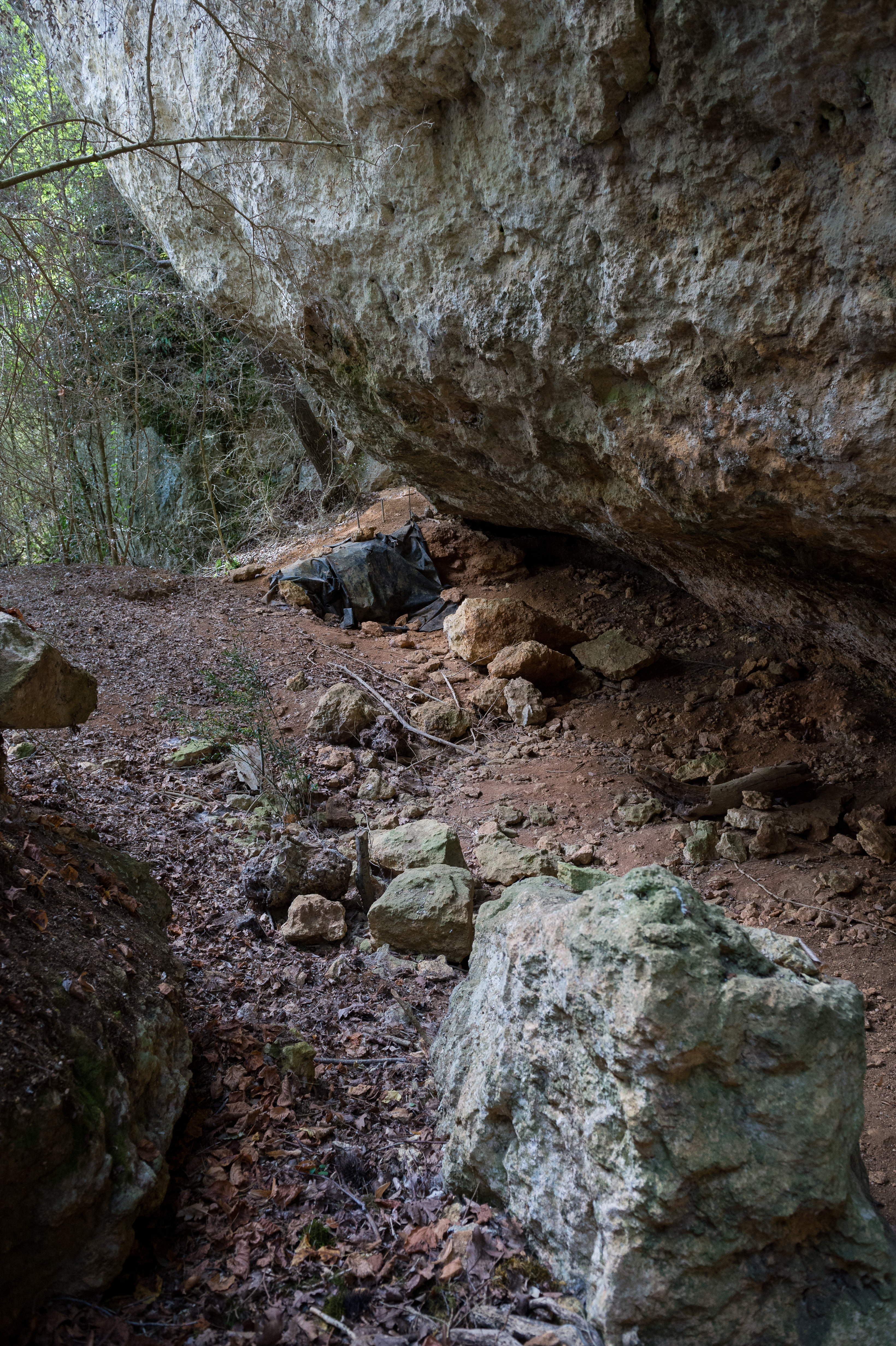
Abri de Villepin (2017)

Der Abri Villepin, benannt nach dem Eigentümer des Geländes, liegt auf der rechten Talseite der Vézère, etwa 1,5 Kilometer westlich von Tursac. Er folgt unmittelbar (50 Meter flussabwärts) auf den berühmten Abri La Madeleine, mit dem er dieselben geomorphologischen und geologischen Gegebenheiten teilt. Im Vergleich zu seinem Vorgänger ist er wesentlich kleiner (um die 10 Meter lang), außerdem ist sein Dachbereich teilweise verstürzt.

## Geschichte
Der Abri Villepin wurde in einem vollkommen überwucherten Zustand 1917 von Dénis Peyrony entdeckt, der zu diesem Zeitpunkt Grabungen am Abri La Madeleine durchführte. Diese relativ späte Entdeckung war von großem Vorteil, da Peyrony erstmals eine vollkommen ungestörte Abfolge gründlich untersuchen konnte.

## Stratigraphie
Peyrony konnte zwei archäologische Niveaus aus dem Magdalénien VI (Niveau A und B) unterscheiden, überdeckt von einem sehr dünnen Niveau aus dem Azilien (Niveau C).

## Funde
An der Basis (Schicht A) befand sich ein mit großen Flussgeröllen ausgelegter Feuerplatz (Dimension 2,5 × 1 Meter), an dem offensichtlich Beutetiere gebraten wurden. Die Anordnung der Steine lässt hierbei eine Art Grill vermuten.
Die beiden Niveaus aus dem Magdalénien VI zeichnen sich vor allen Dingen durch zweireihige Harpunen aus. Sie sind sehr wahrscheinlich als zeitgleich mit der dritten Siedlungsperiode in La Madeleine anzusehen. Innerhalb des Magdalénien VI lässt sich eine deutliche Entwicklung in den Werkzeugen erkennen. So setzen sich beispielsweise die Widerhaken bei den Harpunen immer deutlicher vom Schaft ab und werden gleichzeitig immer spitzer.
Weitere Utensilienfunde sind Stemmwerkzeuge (franz. ciseaux), und Speerspitzen. Die Werkzeuge weisen eine sehr große Ähnlichkeit mit vergleichbaren Funden im benachbarten Abri La Madeleine auf und stammen wahrscheinlich aus derselben Manufaktur.
Als Kunstgegenstände sind hauptsächlich gravierte Flusskiesel anzuführen, die mit Tierabbildungen verziert wurden. Darunter die sehr realistische Darstellung des Kopfes eines Wildpferds, eingraviert in ein Stück Schiefergestein. Druckspuren auf diesen Kieseln deuten überdies auf deren Verwendung bei der Herstellung von Feuersteinabschlägen. Bemerkenswert ferner ein gravierter und rot eingefärbter Kiesel, der möglicherweise als Fetisch Verwendung fand.
Die gemachten Knochenfunde der erlegten Beutetiere ergeben folgendes Faunenbild (von jung nach alt):
- In der Schicht C (Azilien) treten die großen Beutetiere stark zurück, Hauptbeutetiere waren jetzt Hirsch und Hasenartige. Dies deutet auf eine Erwärmung des Klimas hin (langsames Abwandern der Rentiere nach Norden).
- In der Schicht B tritt das Ren etwas zurück, gefolgt von Wildpferd und Rind (Auerochse oder Wisent). Hirsche gewinnen an Bedeutung und es treten ferner erstmals Wolf, Fuchs, Kaninchen und Hase auf. Auch Fischgräten kommen jetzt vor.
- Die Schicht A wird noch eindeutig vom Rentier beherrscht, gefolgt von Wildpferd und Hirsch (relativ unbedeutend).

## Alter
Absolute Altersdatierungen für den Abri Villepin liegen nicht vor, die Funde stammen aber eindeutig aus dem Magdalénien VI und dem Azilien, entsprechen daher ungefähr dem Zeitintervall 12.500 bis 10.000 Jahre BP.